# 세자르 페이소투
파울루 세자르 시우바 페이소투(Paulo César Silva Peixoto, 1980년 5월 12일, 기마랑이스 ~)는 포르투갈의 전 축구 선수이자 축구 감독으로, 현재 모레이렌스의 감독이다. 선수 시절 그는 미드필더 외에도 레프트 백으로도 출전하였다.

## 클럽 경력

### CF 벨레넨스스
그는 하부리그의 클루브 카사두레스 다스 타피아스 (Clube Caçadores das Taipas; 기마랑이스 근교의 칼다스 다스 타피아스 (Caldas das Tapias)를 근교로 하는 클럽)에서 처음 두 시즌을 보냈다. 페이소투의 레프트 윙어로의 능력은 주앙 카르도소의 도움으로 4부리그 팀에서 1부리그 팀인 CF 벨레넨스스로 바로 이적하는데 도움이 되었다.
그는 벨레넨스스 첫 시즌에 7골을 기록하였는데, 이중 한골을 이스타디우 두 헤스텔루에서의 FC 포르투전 골이었다. 그의 팀은 이 경기에서 3-0으로 승리하였다. 2002년 7월, 그는 조제 모리뉴를 새로 내정한 FC 포르투로 이적하였다.

### FC 포르투
하지만 포르투에서의 생활은 페이소투에게 순탄하지만은 않았다. 그는 재능을 지녔음에도 불구하고, 첫 시즌에 1군에서 인상적인 모습을 보여주지 못하고, 15경기 출장, 3골의 기록에 그쳤다. 모리뉴 감독은 그의 능력을 신뢰하였고, 그에 따라 그는 방출되지 않았다. 그는 다음 시즌에도 슬로우 스타트를 보였다. 그러나, 그는 2003년 10월 22일, 4-1로 승리한 리그 2경기에서 연속 득점하며, 베니 매카시, 데를레이, 데쿠와 같은 최고 수준의 선수들을 따라잡기 시작하였다. 그러나, 그는 2003년 10월 22일, 3-2로 승리한 올랭피크 드 마르세유와의 경기에서 중상을 당하였다. (처음 충돌 때에는 별 증상 없이 뛰어다녔다.) 그는 경기 후 인대 부상으로 판정되었고, 그는 나머지 시즌 대부분을 결장하였다.
그는 회복 후, 그의 메르세데스 벤츠 SL500를 빌라 노바 지 가이아 포르투 훈련 구장으로 제시간에 도착하기 위해 속력을 내다가 사고를 냈다. 그는 찰과상에 그쳤지만, 차는 완전히 박살났고, 모리뉴 감독의 질문을 받았다. 그의 프로 이미지는 이 사고로 인해 상처를 받았고, 다음 시즌 그는 비토리아 SC로 2005년 1월에 임대되었다. 그는 기량을 회복한 뒤, 2005-06 시즌에 포르투로 복귀하였다.
그는 또다시 임대 대상으로 찍혀, 11시간을 남겨두고서 이적 대상에 올렸으나, 극적으로 잔류하였다. 누누 발렌트와의 불화와 레안드루와의 기대이하의 기량으로 포르투의 감독 코 아드리안세는 그를 레프트 백으로 전향시켰다. 아드리안세 감독은 이전에 미겔 몬테이루와 파울루 페헤이라를 이런 방식으로 포지션 전향을 한 적이 있다. (둘은 모두 U-21 대표팀 시절 라이트 백으로 활약했다.)
아소시아상 나발 1º 드 마이우과의 경기에서 2골을 기록 (자책골 한골도 기록하였다.) 하고, 3-2 승리를 이끈 뒤, 페이소투는 또다시 무릎 인대 파열로 시즌 아웃이되었고, 2006년 FIFA 월드컵 최종 엔트리에 들 그회를 놓쳤다. 그는 아드리안세 감독의 명단에서 제외되었고, 206-07 시즌동안 라 리가의 RCD 에스파뇰로 임대되었으며, 2007년 3월에는 FC 포르투와의 모든 관계가 두절되었다. 그보다 전인 2월 27일, RCD 에스파뇰은 페이소투의 계약을 백지화시켰고, 그는 에스파뇰의 어느 경기에도 출장하지 못하였다.

### SC 브라가와 SL 벤피카
2007년 5월 30일, 페이소투는 SC 브라가와 3년 계약을 합의하였고, 그는 "포르투갈의 제 4클럽"에 합류한 것이 행복하다고 언급하였다.
2 시즌이 지난 후, 페이소투는 IF 엘프스보리와의 경기를 앞두고 UEFA 유로파리그 2009-10에 나가는 SC 브라가와 더 머물기를 거부하였다. 그는 SL 벤피카의 관심을 받았고, 그 결과 브라가는 그에게 징계를 내렸다. 2008년 8월 7일, 두 팀간의 이적 합의가 €0.4M의 가격에 합의되었다. 하지만, 브라가는 여전히 50%의 소유권을 가져갔다. 그는 SL 벤피카 입단 후, 대부분의 경기에서 레프트 백으로 뛰었고, 파비우 코엔트랑과 주전 경쟁을 하였다.
벤피카에서 65경기에 출장한 후 (포르투갈 컵 2009-10에서 6-0으로 승리한 그루푸 데스포르티부 에 헤크레아티부 몬산투와의 경기에서 한골을 기록하였다.), 페이소투는 조르즈 제주스 감독으로부터 잉여 자원으로 판정되었고, 그에 따라 그는 2011-12 시즌 스쿼드에 등록되지 못하였다.

## 국가대표 경력
페이소투는 28세의 나이로 포르투갈 축구 국가대표팀 데뷔전을 치루었다. 그는 2008년 11월 19일, 브라질과의 친선경기에서 막판에 교체투입되었고, 포르투갈은 브라질에 2-6으로 패하였다.

## 수상
FC 포르투
- UEFA 챔피언스리그: 2003-04
- UEFA 컵: 2002-03
- 포르투갈 리그: 2002-03, 2003-04, 2005-06
- 포르투갈 컵: 2002-03
- 포르투갈 슈퍼컵: 2003, 2004

SL 벤피카
- 포르투갈 리그: 2009-10
- 포르투갈 리그컵: 2009-10, 2010-11
- 포르투갈 슈퍼컵: 2010 준우승

## 사생활
2005년 오프 시즌, 페이소토는 핑크 프레스에서 모델인 이사벨 피구에이라와 같이 춤추고 껴안는 모습이 카메라에 포착되었다. 몇주가 지난 후, 둘이 맞선중임을 밝혔다. 그의 동료는 그에게 있어 집중력의 현저한 증가를 가져다 주고, 과거의 무모하고 이기적인 플레이보이의 성격을 버릴 것이라고 예상하였다.
둘은 2006년 9월 2일, 아들 호드리구를 득남하였다. 그러나 2007년 10월, 페이소투 부부는 이혼하였다.